# Bornheim (Rheinhessen)

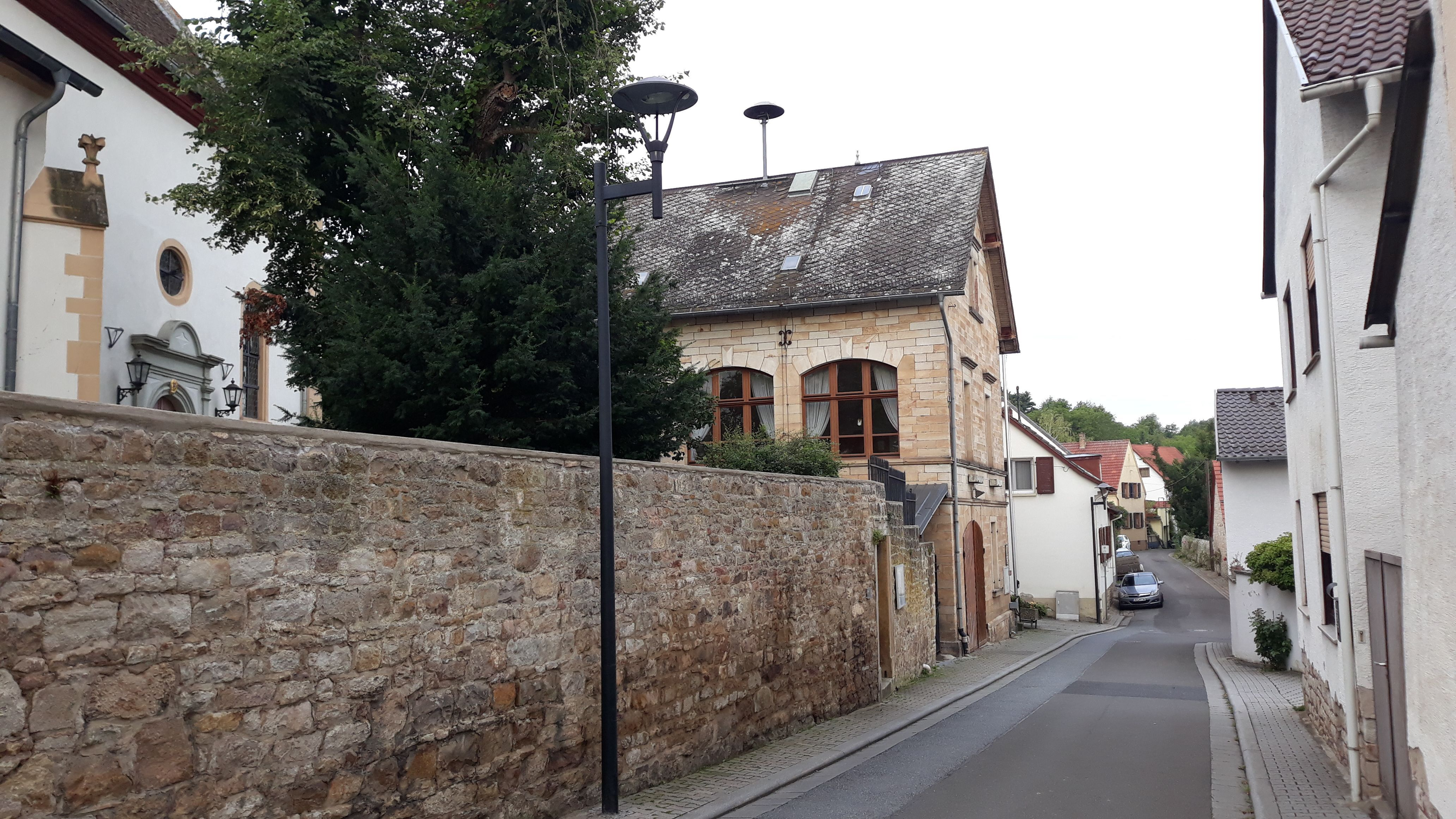
Rathaus aus Flonheimer Sandstein neben der evangelischen Kirche

Bornheim (ⓘ) ist eine Ortsgemeinde im Landkreis Alzey-Worms in Rheinland-Pfalz. Sie gehört der Verbandsgemeinde Alzey-Land an.

## Geographie
Bornheim gilt in Rheinhessen als das „Tor zur Rheinhessischen Schweiz“. Der Ort schmiegt sich in eine Talmulde unterhalb der Oswaldshöhe. Das Gebiet gehört zur Weingroßlage Adelberg.

## Geschichte

### Mittelalter

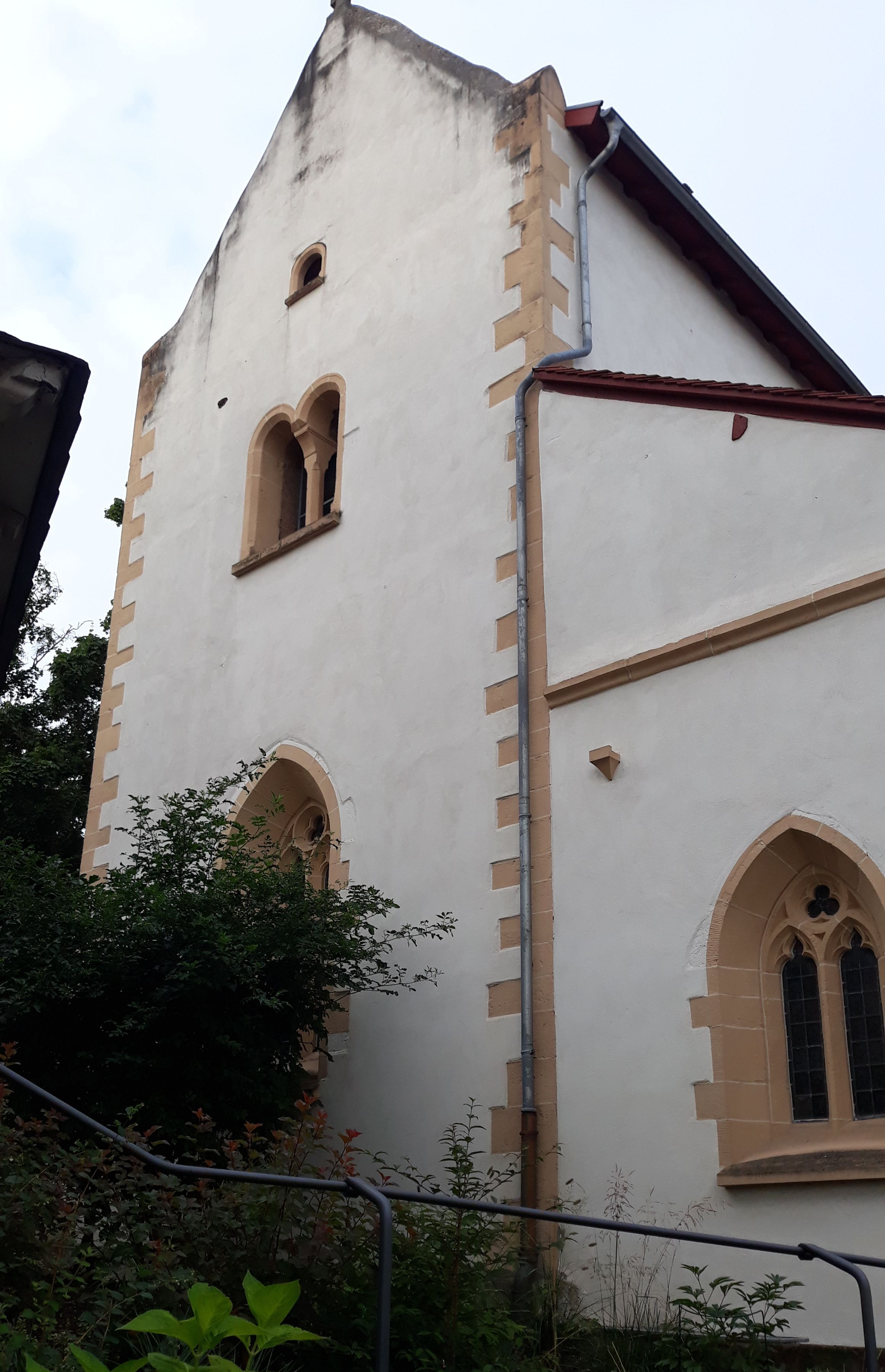
Um 1200 erbauter Chorturm der evangelischen Martinskirche

Die älteste erhaltene Erwähnung von Bornheim findet sich für 767/768 im Lorscher Codex. Frühe Namensformen sind Bruniheim, Brunnenheim und Brunheim. Funde belegen, dass der Ort bereits früher existierte. So wurden im Ort Brandgräber und ein fränkischer Reihengräberfriedhof aus der Zeit um 500 n. Chr. gefunden. Die Oswaldshöhe diente vermutlich bereits den Germanen als Versammlungsstätte.
Die Kirche wurde 1241 erstmals erwähnt und 1690 von französischen Truppen teilweise zerstört. Insbesondere der Turm mit Wandmalereien aus dem 13. Jahrhundert blieb jedoch erhalten. Er beherbergt auch die älteste Glocke Rheinhessens.
Wie die umliegenden Gemeinden gehörte Bornheim im frühen Mittelalter den Wildgrafen und ab 1671 den ihnen verwandten Rheingrafen. 

### Neuzeit
Nach der Einnahme des linken Rheinufers durch französische Revolutionstruppen wurde die Region 1793 von Frankreich annektiert. Verzögert durch die Koalitionskriege wurde die Annexion erst nach 1797 konsolidiert und Bornheim gehörte von 1798 bis 1814 zum Kanton Alzey im Departement Donnersberg. Gerichtlich war im Bereich des Kantons für die Zivilgerichtsbarkeit das Friedensgericht Alzey zuständig, für die Angelegenheiten der freiwilligen Gerichtsbarkeit im übrigen Notariate.
Aufgrund von 1815 auf dem Wiener Kongress getroffenen Vereinbarungen und eines 1816 zwischen dem Großherzogtum Hessen (Hessen-Darmstadt), Österreich und Preußen geschlossenen Staatsvertrags kam Rheinhessen, und damit auch die Gemeinde Bornheim, zum Großherzogtum Hessen, das das neu erworbene Gebiet als Provinz Rheinhessen organisierte. Nach der Auflösung der Kantone in der Provinz kam der Ort 1835 zum neu errichteten Kreis Alzey.
Am 31. Dezember 1871 wurde die Wiesbachtalbahn (Armsheim–Wendelsheim) bis Bornheim eröffnet. Der Personenverkehr wurde 1966 wieder eingestellt. Mittlerweile ist sie komplett stillgelegt.
Das Friedensgericht Alzey wurde 1879 aufgelöst und durch das Amtsgericht Alzey ersetzt.
Nach dem Ersten Weltkrieg errichteten französische Truppen ein Munitionsdepot „Auf dem Kissel“ direkt neben der Bahnstrecke.
Bereits ein halbes Jahr vor der Machtergreifung verlieh die Gemeinde am 2. Juni 1932 die Ehrenbürgerrechte an Adolf Hitler. Diese Ehrenbürgerrechte sind nach geltendem Recht automatisch mit dem Tode erloschen. Des Weiteren hat sich der Gemeinderat ausdrücklich von der Verleihung der Ehrenbürgerrechte an Hitler distanziert. Im Zweiten Weltkrieg fielen mehrere Bomben im Ortsbereich, die jedoch keine größeren Schäden anrichteten.
Nach dem Zweiten Weltkrieg gehörte die Gemeinde zur französischen Besatzungszone und wurde 1946 Teil des neu gebildeten Landes Rheinland-Pfalz.
Als Dorf der Rosen und des Weines wurde der Ort nach 1961 bekannt. Zu diesem Zeitpunkt waren 5000 Kletterrosen gepflanzt worden. Dies war sicherlich mit ein Grund dafür, dass die Gemeinde im Jahr 1973 auf Bundesebene im Wettbewerb „Unser Dorf soll schöner werden“ Gold gewann und lange Zeit als schönste Gemeinde Rheinhessens galt.
Statistik zur Einwohnerentwicklung
Die Entwicklung der Einwohnerzahl von Bornheim, die Werte von 1871 bis 1987 beruhen auf Volkszählungen:
| Jahr | Einwohner |
| 1815 | 289       |
| 1835 | 408       |
| 1871 | 417       |
| 1905 | 440       |
| 1939 | 439       |
| 1950 | 569       |

| Jahr | Einwohner |
| 1961 | 533       |
| 1970 | 552       |
| 1987 | 538       |
| 2005 | 740       |
| 2022 | 874       |

## Politik

### Gemeinderat
Der Gemeinderat in Bornheim besteht aus zwölf Ratsmitgliedern, die bei der Kommunalwahl am 9. Juni 2024 in einer Mehrheitswahl gewählt wurden, und der ehrenamtlichen Ortsbürgermeisterin als Vorsitzender. In der Wahlperiode 2014–2019 waren mit den beiden Wählergruppen Guckenbiehl und Matheis vorübergehend zwei Fraktionen im Rat vertreten.

### Ortsbürgermeister
- Bernhard Beck (2004 bis 2014)
- Renate Stephanie Steingaß (seit 2014)

Für die Direktwahl am 9. Juni 2024 wurde kein Wahlvorschlag eingereicht. Gemäß der rheinland-pfälzischen Gemeindeordnung obliegt die Neuwahl des Bürgermeisters nun dem Rat der Gemeinde. Auch auf der konstituierenden Sitzung am 24. September 2024 konnte kein Bewerber zur Wahl gestellt werden. Die geschäftsführende Ortsbürgermeisterin und der Bürgermeister der Verbandsgemeinde appellierten daher an die Ratsmitglieder, weiter nach geeigneten Kandidaten für die Nachfolge Ausschau zu halten.

### Wappen
| Wappen von Bornheim | Blasonierung: „Gespalten von Silber und Schwarz; rechts eine schattierte blaue Schrotleiter, links ein rotgezungter silberner Löwe.“                                                                              |
| Wappen von Bornheim | Wappenbegründung: Der Löwe weist auf die Wild- und Rheingrafen hin, seit dem Mittelalter Lehnsherren in Bornheim; die Schrotleiter, auch Weinleiter genannt, steht als Symbol für 1200 Jahre Weinbau in Bornheim. |

## Kultur und Sehenswürdigkeiten

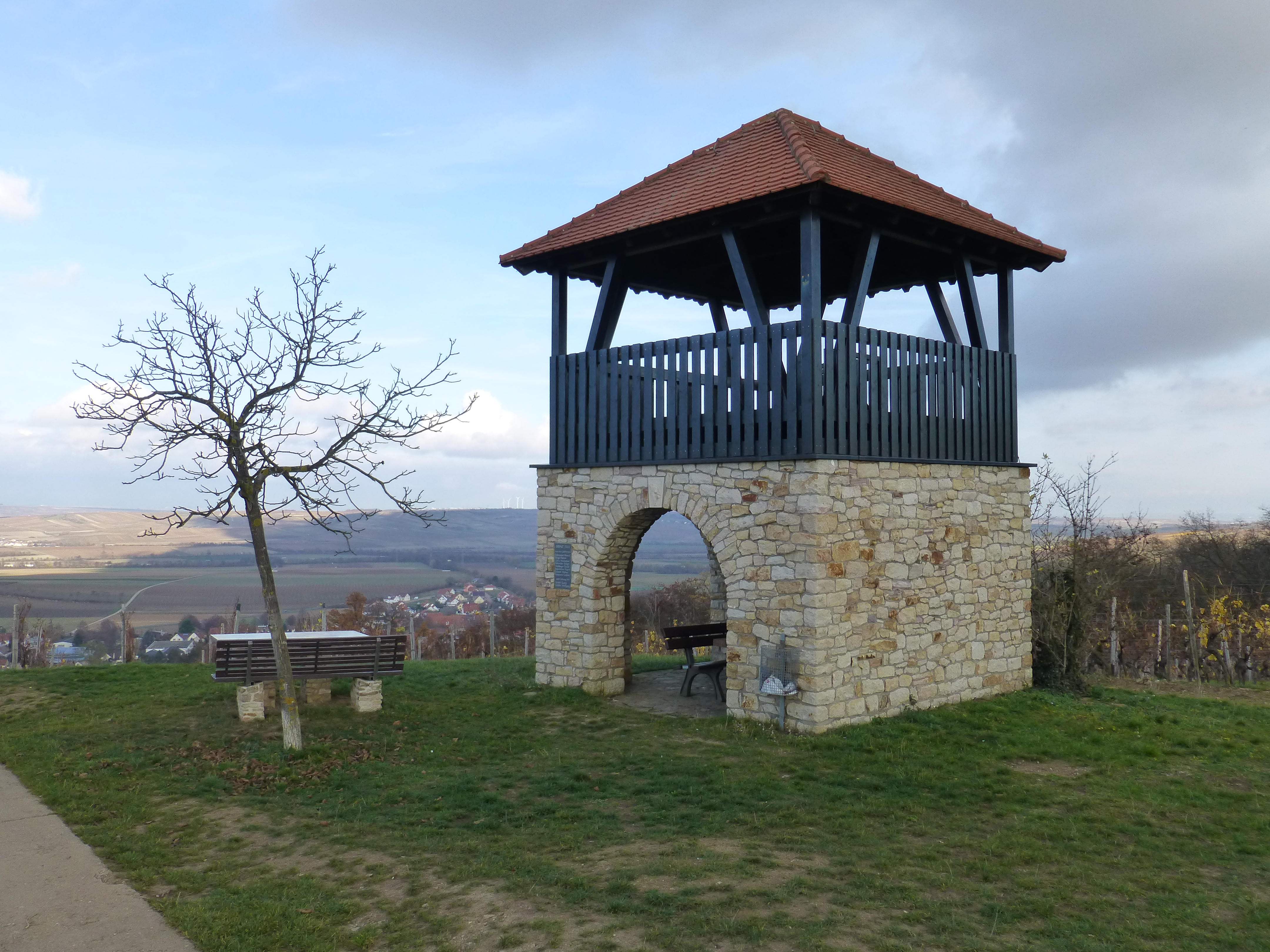
Kuckucksturm auf der Oswaldshöhe

- Evangelische Kirche, Chorturm um 1200, mit Wandmalereien aus dem 13. Jahrhundert und Stumm-Orgel von 1743
- Kuckucksturm, Weinbergs- und Aussichtsturm auf der Oswaldshöhe an der Hiwweltour Aulheimer Tal südlich des Ortes
- Langer Stein, ein Menhir auf freiem Feld nördlich von Bornheim

Siehe auch:
- Liste der Kulturdenkmäler in Bornheim
- Liste der Naturdenkmale in Bornheim

## Wirtschaft und Infrastruktur

### Verkehr
- Autobahnanschluss Bornheim A 61
- Landesstraße 408